# Google Travel
Google Travel, anteriormente Google Trips, é um serviço de planejamento de viagens desenvolvido pelo Google para a web. Foi originalmente lançado como um aplicativo móvel em 19 de setembro de 2016, para Android e iOS, que foi encerrado em 5 de agosto de 2019. Os recursos fazem parte do site do Google Travel, que também inclui Google Flights (Google Voos) e o Google Hotel Search.

## História
O aplicativo móvel foi lançado em 19 de setembro de 2016 para Android e iOS. O Google anunciou em maio de 2019 o fornecimento de funcionalidades de desktop para planejamento de viagens e a integração de alguns dos recursos de planejamento de viagens no Google Maps. Em junho de 2019, o Google anunciou que o suporte ao Google Trips terminaria em 5 de agosto de 2019. Em vez disso, os usuários podem usar o novo site do Google Travel para planejar suas viagens.

## Características
Para usar o aplicativo móvel, era necessária uma conta do Google. O Google Travel permite que os usuários planejem as próximas viagens com informações resumidas sobre o destino do usuário em várias categorias, como planos do dia, reservas e coisas para fazer. O aplicativo descontinuado foi lançado com guias diários completos para mais de 200 grandes cidades. O aplicativo para dispositivos móveis também facilitou a localização de reservas de voos, hotéis, carros e restaurantes para a viagem com base em e-mails do Gmail do usuário.